# Typhloglomeris contrasta
Typhloglomeris contrasta är en mångfotingart som beskrevs av Sergei I. Golovatch 2003. Typhloglomeris contrasta ingår i släktet Typhloglomeris och familjen Glomeridellidae. Inga underarter finns listade i Catalogue of Life.